# Série Centenária

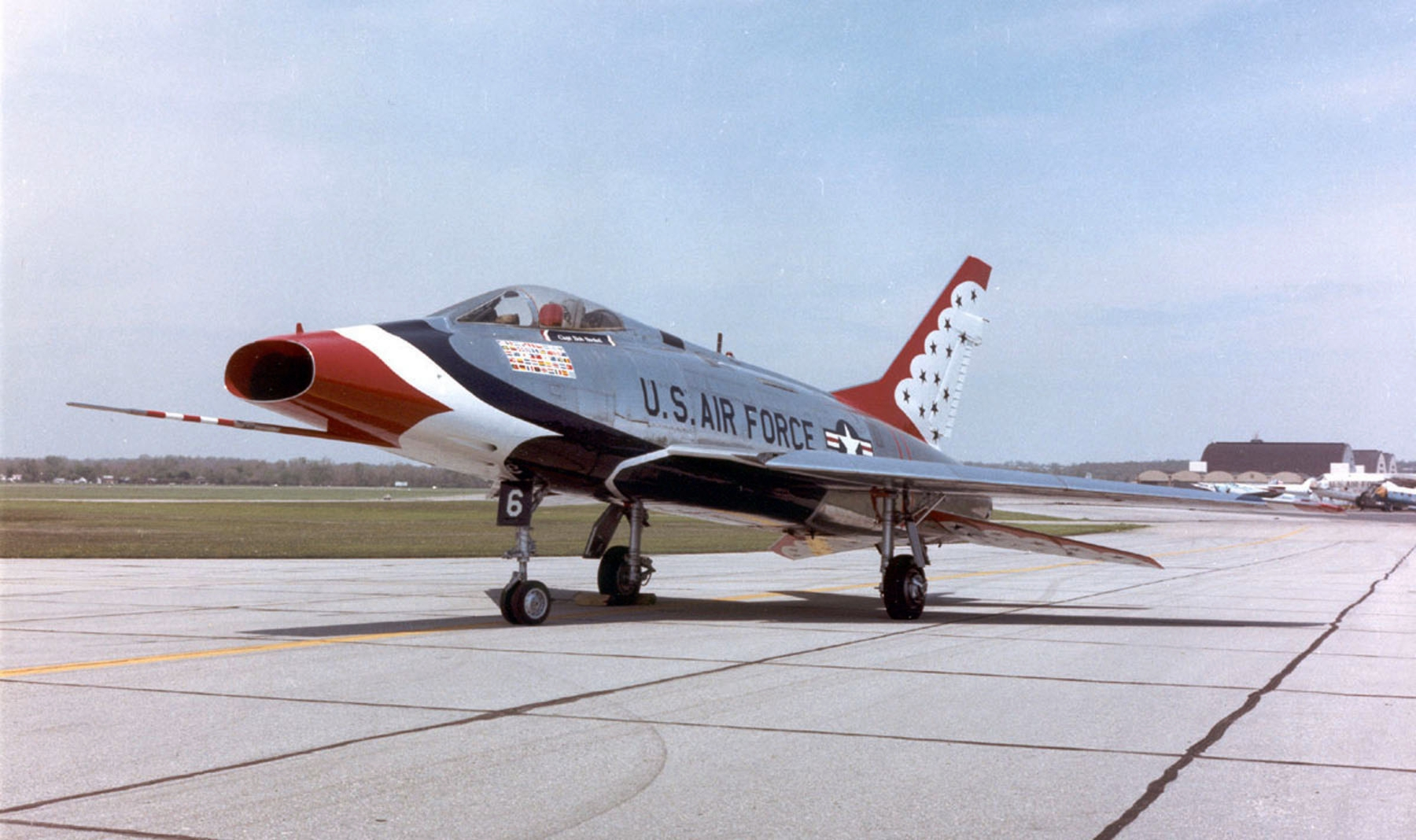
F-100D do grupo de demonstração aérea da USAF "Thunderbirds"

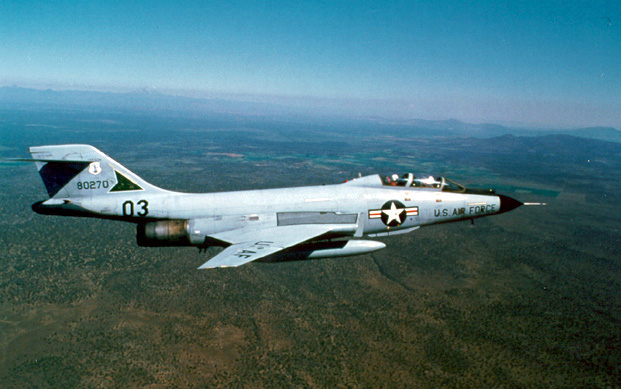
McDonnell F-101 Voodoo

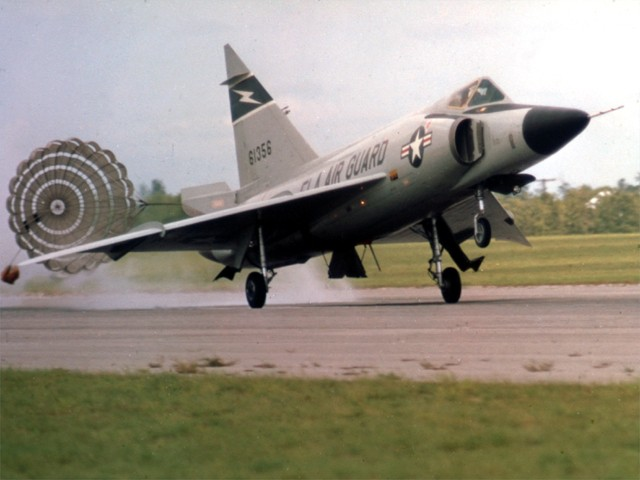
F-102

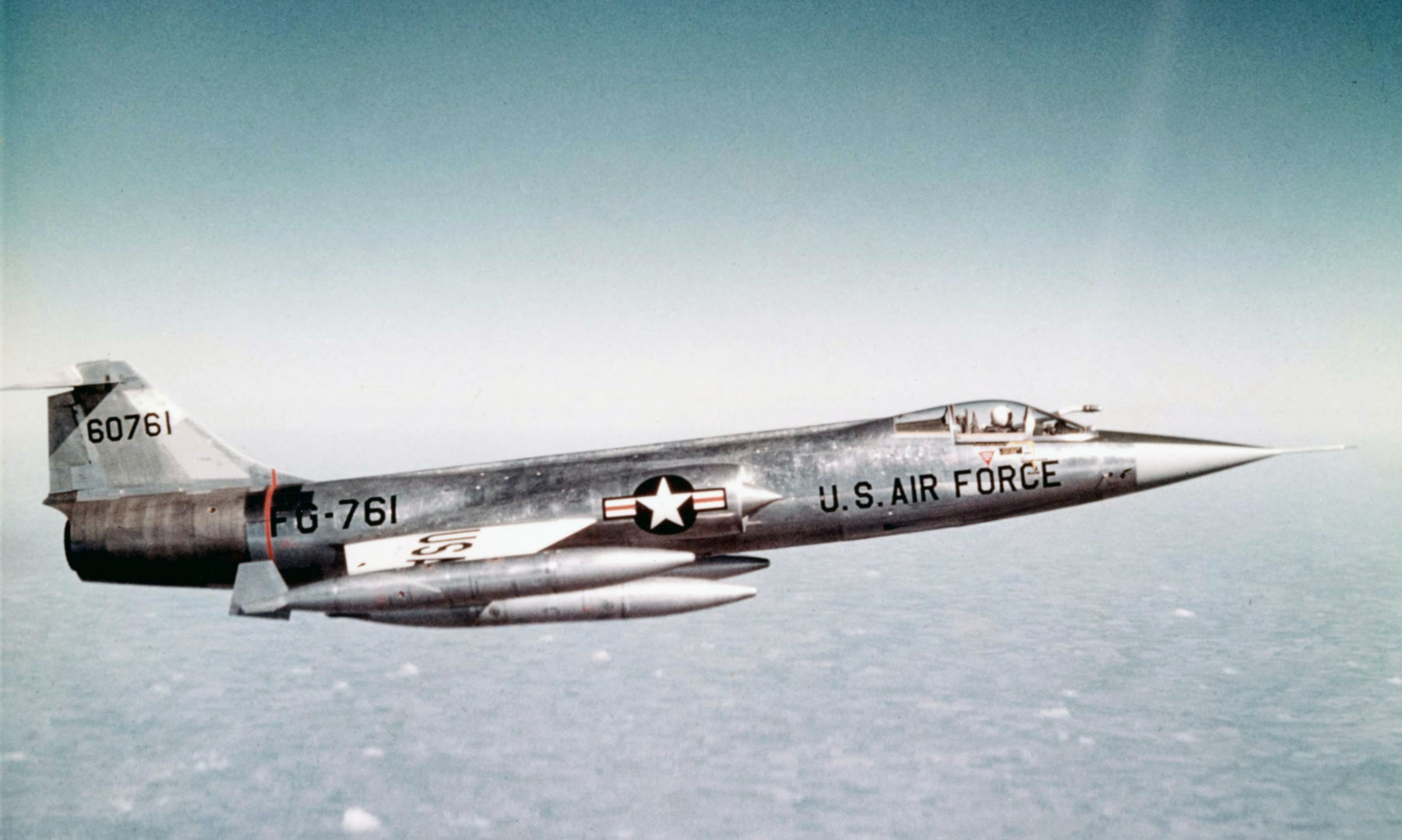
Lockheed F-104A Starfighter

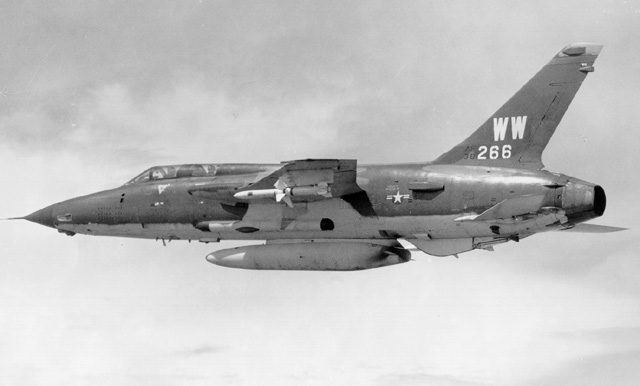
Republic F-105D Thunderchief

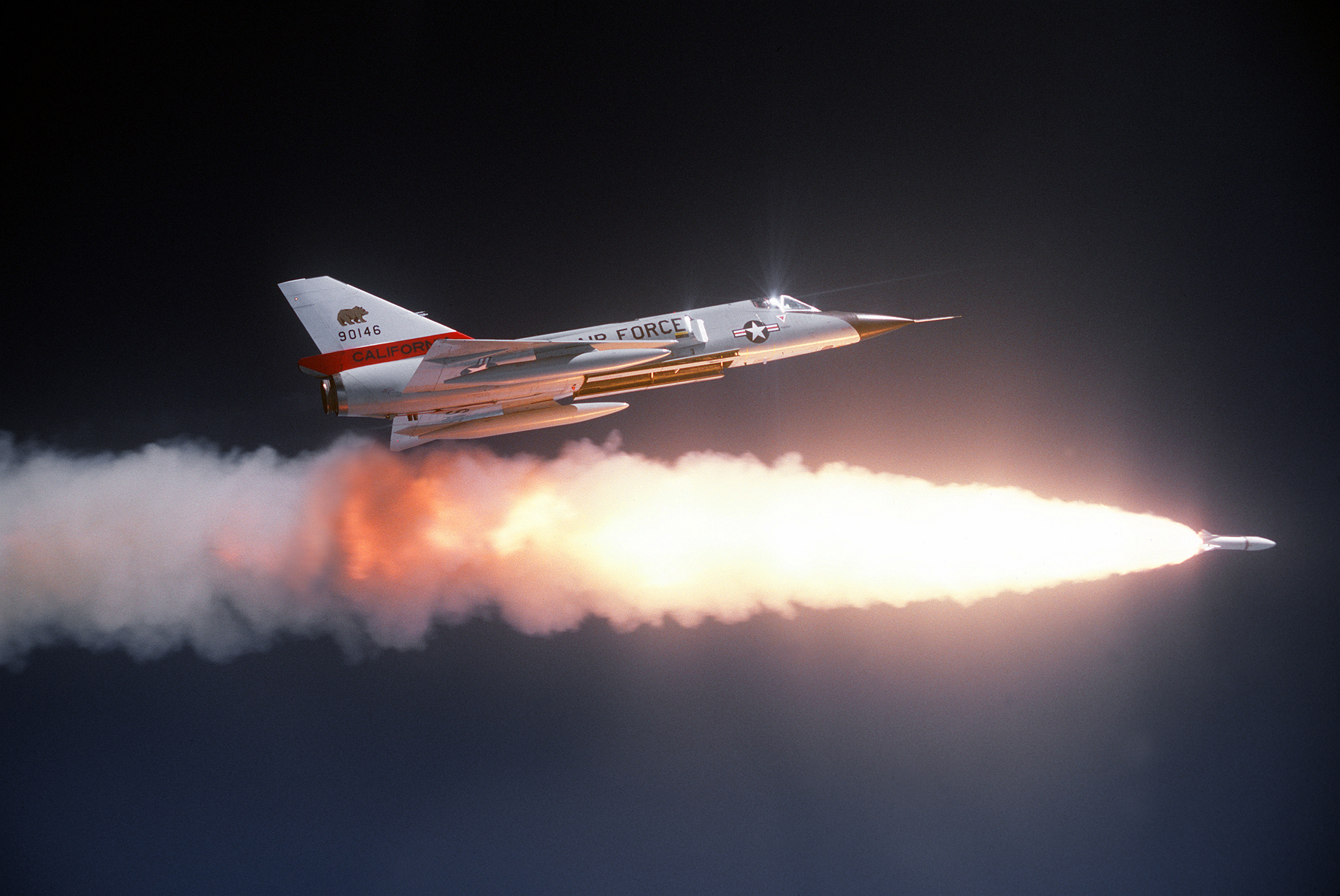
A USAF F-106A Delta Dart

Série Centenária é um nome popular dado a um grupo de aeronaves de fabricação norte-americana do final da década de 1950.

## Aeronaves da Série Centenária
São citados normalmente como integrantes desta série:
- North American F-100 Super Sabre
- McDonnell Douglas F-101 Voodoo
- Convair F-102 Delta Dagger
- Lockheed F-104 Starfighter
- Republic F-105 Thunderchief
- Convair F-106 Delta Dart